# Новоховрино
Новоховрино — бывший посёлок городского типа, располагавшийся до 1960 года на территории Московской области. Располагался на территории современного района Ховрино, географический центр поселка находился в середине нынешней Петрозаводской улицы. 17 августа 1960 года эта территория де-юре была включена в состав города Москвы.

## История
В середине 1930-х годов рядом с Красным Октябрем появляется еще один поселок — Новоховрино, рождённый первым Генеральным планом реконструкции Москвы. За пять месяцев в Люберцах, Перовом Поле, Перловка, Ховрине и других местах построили лишь около 200 домов на 1200 человек. Одними из первых жителей будущего Новоховрина были Орловы, А.М. Телегин, М.П. Новожилов. Говорить об элементарном — продовольственных палатках, керосиновых лавках, медпунктах не приходилось. Новосёлы даже не знали, в каком районе они живут. Не существовало названий улиц, нумерации домов. Отсюда вытекали все сложности, связанные с пропиской, лечением, обучением, устройством на работу.
В 1939 году посёлок получил и своё промышленное предприятие: на клюквенном болоте между Лихачёвском шоссе и речкой Лихоборкой был основан Новоховринский механический завод ведомства НКВД, предназначенный для ремонта строительной техники, а также изготовления простейшей мебели — тумбочек, шкафов и кроватей для поселков Гулага. Жилые помещения завода были устроены в виде юрт — деревянных домов круглой формы, в каждом из которых размещались на нарах десятки людей. Эти «временные» сооружения сохранялись на территории завода до начала 1950-х годов. В годы войны он был переведён на производство боеприпасов, а в послевоенное время заключенных сменили военнопленные, и основным направлением работы стал ремонт автомобильной техники разных систем, в первую очередь зарубежных. Как и на других предприятиях Гулага, инженерный состав был укомплектован заключёнными — «спецами», работавшими прежде на Московском автозаводе и других предприятиях, которые жили в отдельном бараке и находились в привилегированном положении. В 1953 году предприятие было выведено из подчинения МВД и преобразовано в Московский завод сельскохозяйственного машиностроения На заводе разрабатывались многие системы сельскохозяйственных машин, внедрявшихся в серийное производство на других предприятиях страны. В дальнейшем он получил более узкую специализацию, став головным предприятием страны по производству редукторов на сельскохозяйственного машиностроения.
Население посёлка Новоховрино в 1959 году достигло 12 тыс. человек. Но вплоть до начала массовой застройки он оставался заброшенным — с плохими дорогами, о ремонте которых говорилось десятилетиями. «Санитарное состояние колодцев, как показал анализ, не выдерживало элементарной критики», — сообщалось о результатах одной из проверок. Причем колодцы мелкого заложения летом, как правило, пересыхали. Переуплотненные школы и детсады уже не вмещали детей.
В августе 1960 года посёлки городского типа Красный Октябрь и Новоховрино были включены в черту Москвы. Поселковые советы были расформированы в 1965 году, а их названия ушли в историю, когда территория превратилась в район новой массовой жилой застройки.
О существовавшем в прошлом посёлке напоминают краснокирпичное здание церкви Знамения и остатки старинного пруда.